# Karabiner 98k
Karabiner 98 kurz (Karabiner 98k, Kar98k sau K98k) este o pușcă cu repetiție cu un încărcător intern de 5 cartușe de calibrul 7,92×57 mm Mauser, produsă de Mauser. Carabina a intrat în dotarea Wehrmachtului în 21 iunie 1935 și a rămas cea mai utilizată armă a forțelor armate ale Germaniei Naziste până la finalul celui de-al Doilea Război Mondial.

## Istoricul utilizării

### În timpul celui de-al Doilea Război Mondial
Spre sfârșitul războiului, carabina a început să fie înlocuită de pușca de asalt StG 44, dar fiind o armă nouă, producția acesteia nu a putut satisface cererea, ceea ce a făcut ca Karabiner 98k să fie produsă și folosită în continuare ca armă principală a forțelor armate germane până la capitularea necondiționată a Germaniei din mai 1945.

### După cel de-al Doilea Război Mondial
După cel de-al Doilea Război Mondial, mai multe țări europene au continuat producția unor variante ale puștii Karabiner 98k, ca de exemplu Fabrique Nationale (FN) în Belgia și Česká Zbrojovka (CZ) în Cehoslovacia, multe dintre acestea fiind fabricate folosind componente și utilaje germane capturate. În Cehoslovacia, pușca a fost cunoscută cu numele de P-18, sau puška vz.98N. În România, versiunea cehoslovacă a fost cunoscută sub denumirea familiară „ZB”, o abreviere pentru Zbrojovka Brno, producătorul de stat de arme și muniții al Cehoslovaciei. Această variantă a intrat în dotarea Gărzilor Patriotice, înainte ca un număr suficient de puști de asalt AKM să fie puse la dispoziția acestora. Între anii 1950 și 1965, Iugoslavia a produs o variantă a puștii Karabiner 98k numită Model 1948.

## Utilizatori
- Algeria: utilizată de Armata de Eliberare Națională algeră în războaie de gherilă.[5]
- Austria[6]
- Statul Independent al Croației: utilizată în număr mare de Ustașa.[7]
- Cehoslovacia: după 1945.[4][8]
- Danemarca[8]
- Finlanda: din cauză că Armata Finlandei nu avea un lansator de grenade de producție proprie, au fost comandate 600 de puști cu lansatoare de grenade în timpul celui de-al Doilea Război Mondial. Doar 100 au fost folosite în luptă.[9]
- Franța: utilizată înainte și după cel de-al Doilea Război Mondial.[8]
- Germania Nazistă: pușca standard a Wehrmachtului.[2][4][7]
- Germania de Vest: utilizată de garda de onoare a Bundeswehr.[8]
- Republica Democrată Germană: utilizată de forțele terestre ale RDG până în anul 1960.[8]
- Israel[8]
- Norvegia[10]
- Regatul României[11]
- Suedia: au fost importate 5.000 de bucăți în anul 1939.[12]
- Țările de Jos: după cel de-al Doilea Război Mondial.[13]